# Final da Copa Libertadores da América de 2013
A final da Copa Libertadores da América de 2013 foi a decisão da 54ª edição da Copa Libertadores da América. Foi disputada entre Olimpia, do Paraguai e Atlético Mineiro, do Brasil em 17 e 24 de julho de 2013.
No primeiro jogo da final, no Estádio Defensores del Chaco, em Assunção, houve vitória do Olimpia por 2–0. O Atlético Mineiro devolveu o placar no segundo jogo da final, no Estádio Mineirão, em Belo Horizonte, resultando em um placar agregado de 2–2 nos 180 minutos da decisão, sem gols durante a prorrogação ao final da segunda partida, o que levou a definição do título para a disputa por pênaltis. O Atlético Mineiro sagrou-se campeão ao vencer nos pênaltis por 4–3, conquistando seu primeiro título da competição.

## Transmissão

### No Brasil
No Brasil, os jogos foram transmitidos pela Rede Globo na TV aberta, além do canais fechados Fox Sports Brasil e SporTV.

### No Paraguai
No Paraguai, as finais foram emitidas através de um canal de televisão aberta (Telefuturo) pela primeira vez em quase duas décadas, além do canal a cabo proprietário dos direitos de transmissão, a Fox Sports (Cone Sul).

### Outros países
As partidas foram transmitidas pela Fox Sports International para toda a América Latina e para os Estados Unidos, Europa e Ásia.

## Caminho até a final

### Segunda fase
| Equipe             | Pts | J | V | E | D | GP | GC | SG |
| ------------------ | --- | - | - | - | - | -- | -- | -- |
| Atlético Mineiro   | 15  | 6 | 5 | 0 | 1 | 16 | 9  | +7 |
| São Paulo          | 7   | 6 | 2 | 1 | 3 | 8  | 8  | 0  |
| Arsenal de Sarandí | 7   | 6 | 2 | 1 | 3 | 10 | 15 | –5 |
| The Strongest      | 6   | 6 | 2 | 0 | 4 | 8  | 10 | –2 |

| Equipe               | Pts | J | V | E | D | GP | GC | SG |
| -------------------- | --- | - | - | - | - | -- | -- | -- |
| Olimpia              | 13  | 6 | 4 | 1 | 1 | 16 | 7  | +9 |
| Newell's Old Boys    | 9   | 6 | 3 | 0 | 3 | 11 | 10 | +1 |
| Universidad de Chile | 9   | 6 | 3 | 0 | 3 | 7  | 9  | –2 |
| Deportivo Lara       | 4   | 6 | 1 | 1 | 4 | 8  | 16 | –8 |

### Fase final
| Adversário        | Local | Placar      |
| ----------------- | ----- | ----------- |
| São Paulo         | Fora  | 2–1         |
| São Paulo         | Casa  | 4–1         |
| Tijuana           | Fora  | 2–2         |
| Tijuana           | Casa  | 1–1         |
| Newell's Old Boys | Fora  | 0–2         |
| Newell's Old Boys | Casa  | 2–0 (3–2 p) |

| Adversário | Local | Placar |
| ---------- | ----- | ------ |
| Tigre      | Fora  | 1–2    |
| Tigre      | Casa  | 2–0    |
| Fluminense | Fora  | 0–0    |
| Fluminense | Casa  | 2–1    |
| Santa Fe   | Casa  | 2–0    |
| Santa Fe   | Fora  | 0–1    |

## Detalhes

### Jogo de ida
| 17 de julho   | Olimpia                   | 2 – 0     | Atlético Mineiro | Estádio Defensores del Chaco, Assunção |
| 20:50 (UTC−4) | Silva 23' · Pittoni 90+4' | Relatório |                  | Árbitro: ARG Néstor Pitana             |

| Olimpia | Atlético-MG |

| GK                | 1  | Martín Silva            |       |     |
| DF                | 5  | Julio Manzur            |       |     |
| DF                | 15 | Herminio Miranda        | 18'   |     |
| DF                | 19 | Salustiano Candia ()    |       |     |
| MF                | 3  | Alejandro Silva         | 23'   |     |
| MF                | 8  | Wilson Pittoni          | 90+5' |     |
| MF                | 14 | Eduardo Aranda          |       |     |
| MF                | 4  | Matías Giménez          | 9'    | 46' |
| MF                | 17 | Nelson Benítez          |       |     |
| FW                | 16 | Fredy Bareiro           |       | 90' |
| FW                | 10 | Juan Manuel Salgueiro   |       | 89' |
| Substitutos:      |    |                         |       |     |
| GK                | 25 | Blas Hermosilla         |       |     |
| DF                | 24 | Ricardo Mazacotte       |       |     |
| DF                | 6  | Enrique Gabriel Meza    |       |     |
| MF                | 13 | Carlos Humberto Paredes |       | 89' |
| MF                | 23 | Jorge Báez              |       |     |
| FW                | 7  | Enzo Prono              |       | 90' |
| FW                | 9  | Juan Carlos Ferreyra    |       | 46' |
| Treinador:        |    |                         |       |     |
| Ever Hugo Almeida |    |                         |       |     |

| GK           | 1  | Victor            |            |     |
| DF           | 2  | Marcos Rocha      | 81'        |     |
| DF           | 4  | Réver ()          |            |     |
| DF           | 3  | Leonardo Silva    |            |     |
| DF           | 20 | Richarlyson       | 45+1', 90' |     |
| MF           | 5  | Pierre            |            |     |
| MF           | 28 | Josué             | 43'        |     |
| FW           | 9  | Diego Tardelli    |            |     |
| MF           | 10 | Ronaldinho Gaúcho |            | 65' |
| FW           | 27 | Luan              |            | 64' |
| FW           | 7  | Jô                |            | 79' |
| Substitutos: |    |                   |            |     |
| GK           | 12 | Giovanni          |            |     |
| DF           | 15 | Gilberto Silva    |            |     |
| DF           | 6  | Júnior César      |            |     |
| DF           | 29 | Michel            |            |     |
| MF           | 18 | Rosinei           |            | 64' |
| FW           | 19 | Alecsandro        |            | 79' |
| FW           | 17 | Guilherme         |            | 65' |
| Treinador:   |    |                   |            |     |
| Cuca         |    |                   |            |     |

| Assistentes: Hernán Maidana Juan Pablo Belatti Quarto árbitro: Germán Delfino |

### Jogo de volta
| 24 de julho   | Atlético Mineiro            | 2 – 0 (pro) | Olimpia | Estádio Mineirão, Belo Horizonte                                   |
| 21:50 (UTC−3) | Jô 46' · Leonardo Silva 87' | Relatório   |         | Público: 56 557 Renda: R$ 14.176.146,00 Árbitro: COL Wilmar Roldán |

|                                        |       | Penalidades                            |  |
| Alecsandro Guilherme Jô Leonardo Silva | 4 – 3 | Miranda Ferreyra Candia Aranda Giménez |  |

| Atlético-MG | Olimpia |

| GK           | 1  | Victor            |      |     |
| DF           | 29 | Michel            |      | 72' |
| DF           | 4  | Réver ()          |      |     |
| DF           | 3  | Leonardo Silva    |      |     |
| DF           | 6  | Júnior César      |      |     |
| MF           | 5  | Pierre            |      | 46' |
| MF           | 28 | Josué             |      |     |
| FW           | 9  | Diego Tardelli    |      | 80' |
| MF           | 10 | Ronaldinho Gaúcho |      |     |
| MF           | 11 | Bernard           | 22'  |     |
| FW           | 7  | Jô                |      |     |
| Substitutos: |    |                   |      |     |
| GK           | 12 | Giovanni          |      |     |
| DF           | 15 | Gilberto Silva    |      |     |
| MF           | 18 | Rosinei           |      | 46' |
| MF           | 8  | Leandro Donizete  |      |     |
| FW           | 19 | Alecsandro        |      | 72' |
| FW           | 17 | Guilherme         |      | 80' |
| FW           | 27 | Luan              | 109' |     |
| Treinador:   |    |                   |      |     |
| Cuca         |    |                   |      |     |

| GK                | 1  | Martín Silva            | 84'      |     |
| DF                | 24 | Ricardo Mazacotte       |          |     |
| DF                | 15 | Herminio Miranda        |          |     |
| DF                | 5  | Julio Manzur            | 58', 85' |     |
| DF                | 19 | Salustiano Candia ()    |          |     |
| MF                | 17 | Nelson Benítez          | 22'      |     |
| MF                | 8  | Wilson Pittoni          |          |     |
| MF                | 14 | Eduardo Aranda          |          |     |
| MF                | 3  | Alejandro Silva         |          | 71' |
| FW                | 10 | Juan Manuel Salgueiro   | 72'      | 83' |
| FW                | 16 | Fredy Bareiro           |          | 46' |
| Substitutos:      |    |                         |          |     |
| GK                | 25 | Blas Hermosilla         |          |     |
| DF                | 6  | Enrique Gabriel Meza    |          |     |
| MF                | 13 | Carlos Humberto Paredes |          |     |
| MF                | 4  | Matías Giménez          | 105'     | 71' |
| MF                | 23 | Jorge Báez              |          | 83' |
| FW                | 9  | Juan Carlos Ferreyra    | 88'      | 46' |
| FW                | 11 | Arnaldo Castorino       |          |     |
| Treinador:        |    |                         |          |     |
| Ever Hugo Almeida |    |                         |          |     |

| Assistentes: Humberto Clavijo Eduardo Ruiz Quarto árbitro: Ímer Machado |